# Fil·loxèrids
Els fil·loxèrids (Phylloxeridae) són una família d'hemípters esternorrincs estretament emparentada amb els pugons. Hi destaca la fil·loxera de la vinya, introduïda des de Nord Amèrica als segle xix i que és una greu plaga per a les vinyes.